# Arundinaria shiobarensis
Arundinaria shiobarensis är en gräsart som beskrevs av Takenoshin Nakai. Arundinaria shiobarensis ingår i släktet Arundinaria och familjen gräs. Inga underarter finns listade i Catalogue of Life.